# القطرانة
القطرانة هي مدينة الأردن تقع إلى الجنوب من العاصمة عمان  وتبعد عنها حوالي 90 كيلومترا. وهي مركز لواء القطرانة وتتبع إداريا إلى محافظة الكرك. يبلغ عدد سكان القطرانة حوالي 8300 نسمة (حسب تعداد 2010).
يتكون لواء القطرانة من قرى: القطرانة، الوادي الأبيض، سد السلطاني، قصور بشير.

## التاريتخ
عُرفت القطرانة منذ الحكم العثماني في شرق الأردن، إذ كانت من أهم الطرق التجارية في شرق الأردن فكانت إحدى محطات سكة حديد الحجاز ومن هنا اكتسبت أهميتها التاريخية؛ فقد كانت ذات موقع جغرافي مميز، وكانت ولا زالت مركزاً تجارياً تمر من خلاله البضائع إلى البلدان المجاورة، وقد اهتم العثمانيون بهذه البلده اهتماماً كبيراً ومن مظاهر اهتمامهم كان بناء قلعه القطرانة في حوالي عام 1800 لحماية البلده وحراسة الحجاج وكذلك بناء محطة للسكك الحديديه في البلده واستخدمت ايضاً كقاعدة عسكريه ومركزاً تجارياً تمر من خلاله البضائع إلى البلدان المجاورة. في عام 1970م تم عمل مشاريع زراعية على ما يقارب من (40) وحدة زراعية، تتبع كل منها وحدة سكنية ومساحة كل وحدة 25 دونم. واتجه السكان بعد ذلك للتعليم بشكل كبير للاستقرار الذي وفرته المشاريع الزراعية والوحدات السكنية.
تم استحداث قضاء القطرانة بتاريخ 1/1/1996 بناءاً على نظام التقسيمات الإدارية رقم (31) لسنة 1995؛ وتم ترفيعه إلى لواء بموجب نظام التقسيمات الإدارية رقم (46) لسنة 2000م.

## جغرافيا المنطقة

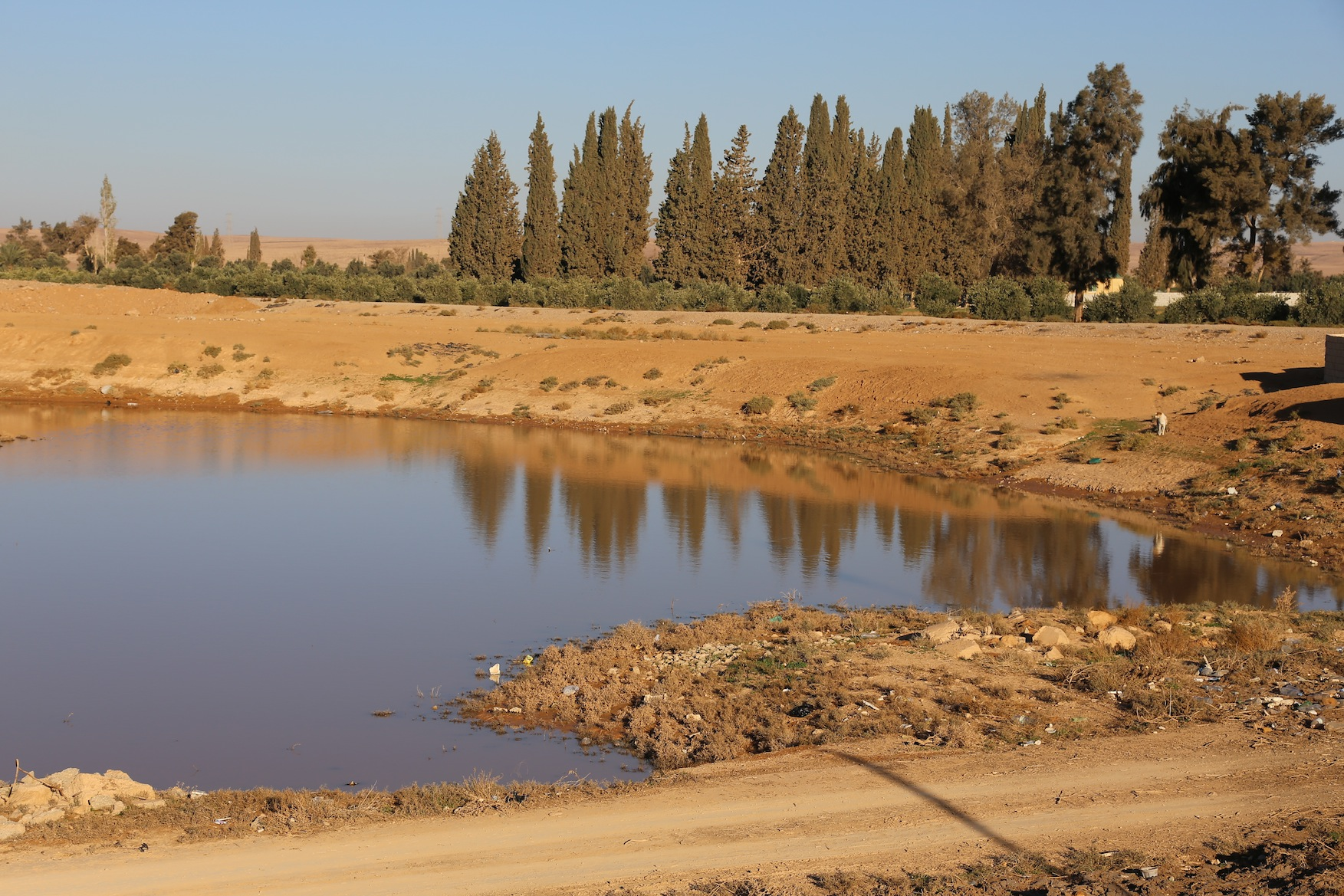
منظر من قطرانة، الأردن

تقع البلدة على طريق الصحراء، في السهل الصحراوي شرق جبال موآب، على الحدود بين محافظتي الكرك وعمان. تقع البلدة على أحد روافد نهر الموجب.

## قصور أثرية في مدينة القطرانة
- قصور بشير (ابشير): هو بقايا حصن صحراوي نبطي يقع في الجزء الشمال الشرقي من محافظة الكرك في الأردن ويشرف على وادي الموجب وهو على مسافة 9 كيلومتر إلى الغرب من الطريق الصحراوي بإتجاه العقبة عند نقطة تلاقي محافظتي العاصمة عمان ومحافظة الكرك.

يوصف الحصن بأنه بحالة جيدة مقارنة بعمره والفترات الطويلة من عدم الاستخدام. وهو بناء ضخم طوله 56م×55م تقريباً، على كل زاوية من زواياه برج مؤلف من ثلاثة طوابق. أما الحصن فيرتفع ضمن طابقين ويضم غرف ضخمة، يعتقد انه بناء روماني يحيط به آبار للمياه وبركة واسعة.

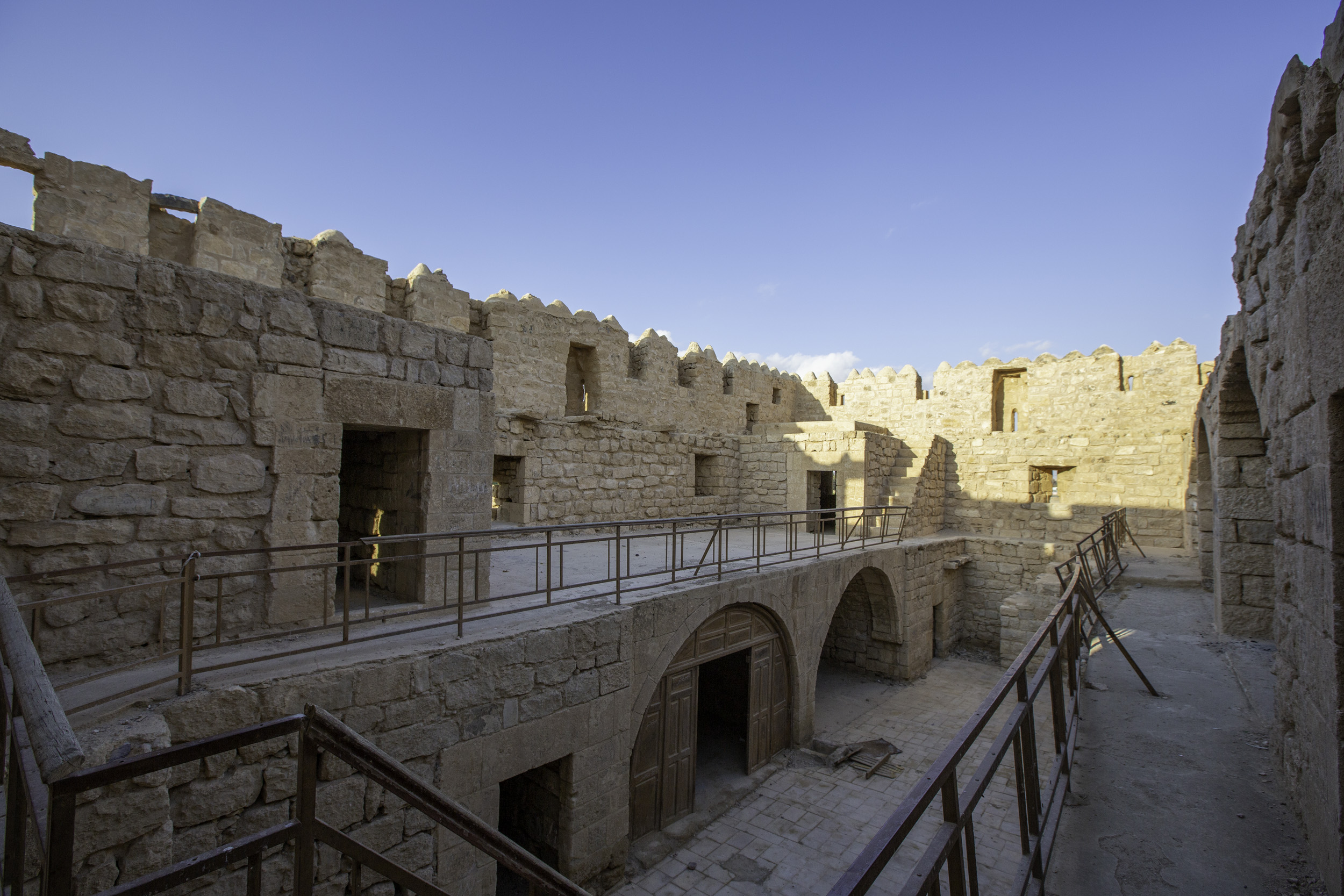
قلعة قطرانة

- قصر العال: يقع شمال قصر بشير وهو برج للمراقبة في العهدين النبطي والروماني ووجد فيه الكثير من القطع الفخارية النبطية والبيزنطية ونقش نبطي.
- برج الثرية: يقع شمال شرقي قصر العال، بوابته في منتصف السور الشرقي، ونمط البناء أموي.
- قصر أبو الخرق: ويقع جنوب غربي العال، مستطيل الشكل ويقع على تلة مرتفعة، وبوابته قرب الطرف الشرقي للجدار الشمالي، ووجدت فيه قطع فخارية تعود إلى العهدين النبطي والبيزنطي.
- قلعة القطرانة: قلعه مملوكية تقع في منتصف اللواء والى جانبها سد القطرانه الكبير الذي يرعى مزارع ومشاريع الزراعة.[6]